# بين وادا
بين وادا (باليابانية: 和田勉؛ بالكانا: わだ べん) هو تارينتو ورائد ومخرج ياباني، ولد في 3 يونيو 1930 في ماتسوساكا في اليابان، وتوفي في 14 يناير 2011 بسبب سرطان المريء.

## وصلات خارجية
- بين وادا على موقع IMDb (الإنجليزية)
- بين وادا على موقع ألو سيني (الفرنسية)
- بين وادا على موقع أول موفي (الإنجليزية)
- بين وادا على موقع قاعدة بيانات الفيلم (الإنجليزية)
- بين وادا على موقع كينوبويسك (الروسية)